# Araeosoma violaceum
Araeosoma violaceum är en sjöborreart. Araeosoma violaceum ingår i släktet Araeosoma och familjen Echinothuriidae. Inga underarter finns listade i Catalogue of Life.